# Catter House
Catter House ist ein Herrenhaus nahe der schottischen Ortschaft Drymen in der Council Area Stirling. 1971 wurde das Bauwerk in die schottischen Denkmallisten in der höchsten Denkmalkategorie A aufgenommen. Die zugehörigen Stallungen und Gärten sind separat als Denkmäler der Kategorie C klassifiziert.

## Geschichte
Vermutlich am selben Standort befand sich seit 1505 ein Herrenhaus des Clans Lennox. Möglicherweise wurden bei Bau von Catter House gar Fragmente des älteren Herrenhauses integriert. Von diesem sind heute keine sichtbaren Überreste mehr vorhanden. Catter House wurde im Jahre 1767 erbaut und vermutlich um 1800 erweitert.

## Beschreibung
Das klassizistische Catter House steht isoliert rund einen Kilometer südlich von Drymen nahe dem rechten Ufer des Endrick Waters. Direkt westlich mündet die A809 in die A811 ein. Die nordwestexponierte Hauptfassade des zweistöckigen Herrenhauses ist fünf Achsen weit. Die Fassaden sind mit Harl verputzt, wobei Natursteindetails abgesetzt sind. Zwei geschwungene Freitreppen mit verdrillten schmiedeeisernen Balustern führen zu dem mittigen Eingangsportal, das mit Gesimse und Kämpferfenster ausgestaltet ist. Die rückwärtige Fassade ist drei Achsen weit. Dort geht ein flacherer Anbau ab. Entlang der Fassaden sind 4-, 8- oder 24-teilige Sprossenfenster eingelassen. Das abschließende Plattformdach ist mit grauem Schiefer eingedeckt. Es sind gusseiserne Dachfenster eingelassen.